# Sở Giao dịch Chứng khoán New York
Sở Giao dịch Chứng khoán New York (NYSE, biệt danh "The Big Board") là một sở giao dịch chứng khoán của Mỹ tại Khu tài chính Lower Manhattan ở Thành phố New York. Cho đến nay, là sàn giao dịch chứng khoán lớn nhất thế giới tính theo giá trị vốn hóa thị trường của các công ty niêm yết ở mức 30,1 nghìn tỷ đô la Mỹ tính đến tháng 2 năm 2018. Giá trị giao dịch trung bình hàng ngày là khoảng 169 tỷ đô la Mỹ vào năm 2013. Sàn giao dịch NYSE nằm tại Tòa nhà Sở Giao dịch Chứng khoán New York trên 11 Phố Wall và 18 Phố Broad và là một Địa danh Lịch sử Quốc gia. Một phòng giao dịch bổ sung, tại 30 Broad Street, đã bị đóng cửa vào tháng 2 năm 2007.
NYSE thuộc sở hữu của Intercontinental Exchange, một công ty mẹ của Mỹ và cũng được niêm yết tại Sở (NYSE: ICE). Trước đây, nó là một phần của NYSE Euronext (NYX), được hình thành bởi sự hợp nhất năm 2007 của NYSE với Euronext.

## Lịch sử

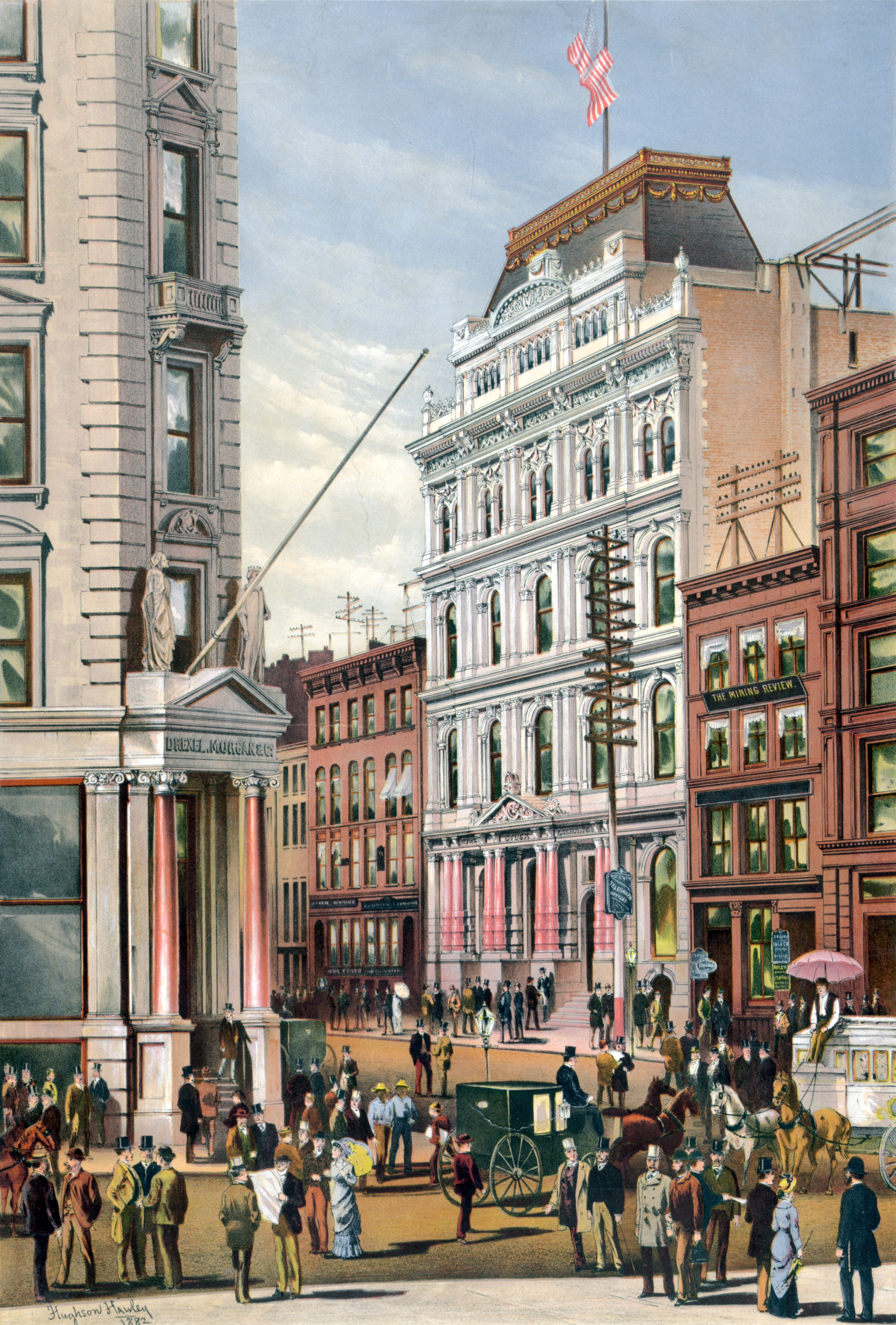
Sở giao dịch Chứng khoán New York (ảnh chụp năm 1882)

Việc tổ chức giao dịch chứng khoán được ghi nhận sớm nhất ở New York giữa các nhà môi giới trực tiếp giao dịch với nhau có thể bắt nguồn từ Thỏa thuận Buttonwood. Trước đây, việc trao đổi chứng khoán đã được thực hiện bởi những người bán đấu giá, những người này cũng tiến hành các cuộc đấu giá trần tục hơn đối với các mặt hàng như lúa mì và thuốc lá. Ngày 17/5/1792, 24 nhà môi giới đã ký Thỏa thuận Buttonwood, trong đó đặt ra một tỷ lệ hoa hồng sàn tính cho khách hàng và ràng buộc những người ký phải ưu tiên cho những người ký khác trong việc mua bán chứng khoán. Các chứng khoán được giao dịch sớm nhất chủ yếu là chứng khoán chính phủ như Trái phiếu Chiến tranh từ Chiến tranh Cách mạng và chứng khoán Ngân hàng Đầu tiên của Hoa Kỳ,  mặc dù chứng khoán của Ngân hàng New York là một chứng khoán phi chính phủ được giao dịch trong những ngày đầu. Ngân hàng Bắc Mỹ, cùng với Ngân hàng đầu tiên của Hoa Kỳ và Ngân hàng New York, là những cổ phiếu đầu tiên được giao dịch trên Sở giao dịch chứng khoán New York.
Năm 1817, các công ty môi giới chứng khoán ở New York, hoạt động theo Thỏa thuận Buttonwood, đã tiến hành các cải cách mới và tổ chức lại. Sau khi cử một phái đoàn đến Philadelphia để quan sát tổ chức của hội đồng môi giới của họ, các hạn chế về giao dịch thao túng đã được thông qua, cũng như các cơ quan quản lý chính thức. Sau khi tái thành lập với tư cách là Ủy ban Chứng khoán và Giao dịch New York, tổ chức môi giới bắt đầu cho thuê không gian dành riêng cho giao dịch chứng khoán, trước đây đã diễn ra tại Tontine Coffee House. Một số địa điểm đã được sử dụng từ năm 1817 đến 1865, khi địa điểm hiện tại được chấp nhận.
Việc phát minh ra máy điện báo đã hợp nhất các thị trường và thị trường của New York vươn lên thống trị so với Philadelphia sau khi vượt qua một số sự hỗn loạn của thị trường tốt hơn so với các lựa chọn thay thế khác. [9] Open Board of Stock Brokers được thành lập năm 1864 với tư cách là đối thủ cạnh tranh của NYSE. Với 354 thành viên, Open Board of Stock Brokers sánh ngang với NYSE về tư cách thành viên (có 533) "vì nó sử dụng hệ thống giao dịch liên tục, hiện đại hơn vượt trội so với các phiên gọi vốn hai lần mỗi ngày của NYSE". Open Board of Stock Brokers sáp nhập với NYSE vào năm 1869. Robert Wright của Bloomberg viết rằng việc sáp nhập đã làm tăng số lượng thành viên cũng như khối lượng giao dịch của NYSE, vì "vài chục sàn giao dịch khu vực cũng đang cạnh tranh với NYSE cho khách hàng. Người mua, người bán và tất cả các đại lý đều muốn hoàn thành giao dịch nhanh nhất và rẻ nhất có thể về mặt công nghệ và điều đó có nghĩa là tìm kiếm các thị trường có nhiều giao dịch nhất hoặc thanh khoản lớn nhất theo cách nói hiện nay. NYSE duy trì danh tiếng của mình vì cung cấp tính thanh khoản vượt trội. "Nội chiến đã kích thích mạnh mẽ hoạt động kinh doanh chứng khoán đầu cơ ở New York. Đến năm 1869, số lượng thành viên phải được giới hạn, và kể từ đó đã được gia tăng một cách không thường xuyên. Nửa sau của thế kỷ 19 chứng kiến sự phát triển nhanh chóng trong giao dịch chứng khoán.
Giao dịch chứng khoán trong những năm cuối thế kỷ 19 và đầu thế kỷ 20 dễ bị hoảng loạn và đổ vỡ. Quy định của chính phủ về giao dịch chứng khoán cuối cùng được coi là cần thiết, với những thay đổi được cho là mạnh mẽ nhất xảy ra vào những năm 1930 sau khi thị trường chứng khoán sụp đổ lớn dẫn đến cuộc Đại suy thoái. NYSE cũng đã áp đặt các quy tắc bổ sung để đáp ứng các biện pháp kiểm soát bảo vệ cổ đông, ví dụ: vào năm 2012, NYSE đã áp đặt các quy tắc hạn chế các nhà môi giới biểu quyết các cổ phiếu chưa được xây dựng.

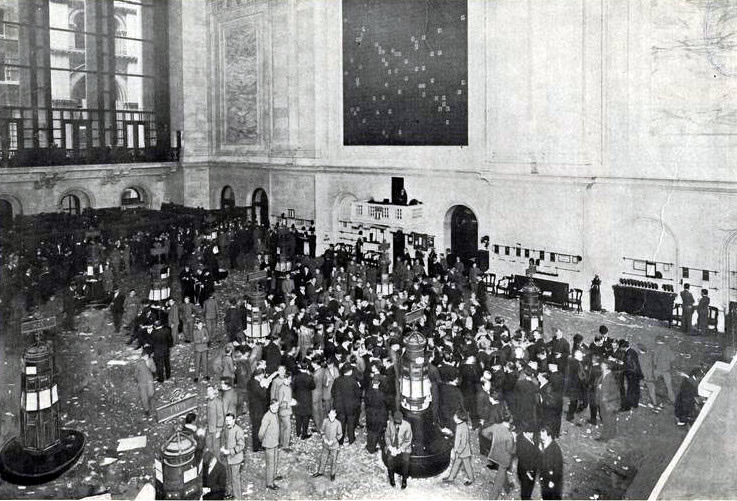
Phòng giao dịch của NYSE năm 1908

Câu lạc bộ Tiệc trưa của Sở nằm trên tầng bảy từ năm 1898 cho đến khi đóng cửa vào năm 2006.
Vào ngày 21 tháng 4 năm 2005, NYSE công bố kế hoạch hợp nhất với Archipelago trong một thỏa thuận nhằm tổ chức lại NYSE như một công ty giao dịch công khai. Hội đồng quản trị của NYSE đã bỏ phiếu để sáp nhập với đối thủ Archipelago vào ngày 6 tháng 12 năm 2005 và trở thành một công ty đại chúng hoạt động vì lợi nhuận. Nó bắt đầu giao dịch dưới tên NYSE Group vào ngày 8 tháng 3 năm 2006. Vào ngày 4 tháng 4 năm 2007, NYSE Group hoàn thành việc sáp nhập với Euronext, thị trường chứng khoán kết hợp châu Âu, do đó hình thành NYSE Euronext, sàn giao dịch chứng khoán xuyên Đại Tây Dương đầu tiên.
Phố Wall là trung tâm tiền tệ hàng đầu của Hoa Kỳ cho các hoạt động tài chính quốc tế và là địa điểm quan trọng nhất của Hoa Kỳ để thực hiện các dịch vụ tài chính bán buôn. "Nó bao gồm một ma trận các lĩnh vực tài chính bán buôn, thị trường tài chính, các tổ chức tài chính và các công ty trong ngành tài chính" (Robert, 2002). Các lĩnh vực chính là công nghiệp chứng khoán, ngân hàng thương mại, quản lý tài sản và bảo hiểm.
Trước khi ICE mua lại NYSE Euronext vào năm 2013, Marsh Carter là Chủ tịch của NYSE và Giám đốc điều hành là Duncan Niederauer. Hiện nay, Chủ tịch Hội đồng điều hành là Jeffrey Sprecher. Năm 2016, chủ sở hữu của NYSE, Intercontinental Exchange Inc., kiếm được 419 triệu đô la doanh thu liên quan đến niêm yết.

### Thế kỷ 20
Sàn giao dịch này đã bị đóng cửa ngay sau khi bắt đầu Thế chiến thứ nhất (31 tháng 7 năm 1914), nhưng nó đã mở lại một phần vào ngày 28 tháng 11 năm đó để hỗ trợ nỗ lực chiến tranh bằng cách giao dịch trái phiếu, và hoàn toàn mở cửa trở lại để mua cổ phiếu. giao dịch vào giữa tháng mười hai.
Vào ngày 16 tháng 9 năm 1920, vụ đánh bom ở Phố Wall xảy ra bên ngoài tòa nhà, giết chết 38 người và hàng trăm người khác bị thương.
Vụ sụp đổ vào Thứ Năm Đen tối của Sàn giao dịch vào ngày 24 tháng 10 năm 1929 và cơn hoảng loạn bán tháo bắt đầu vào Thứ Ba Đen ngày 29 tháng 10, thường được cho là nguyên nhân dẫn đến cuộc Đại suy thoái. Trong nỗ lực khôi phục niềm tin của nhà đầu tư, Sàn giao dịch đã công bố một chương trình mười lăm điểm nhằm nâng cấp khả năng bảo vệ cho công chúng đầu tư vào ngày 31 tháng 10 năm 1938.

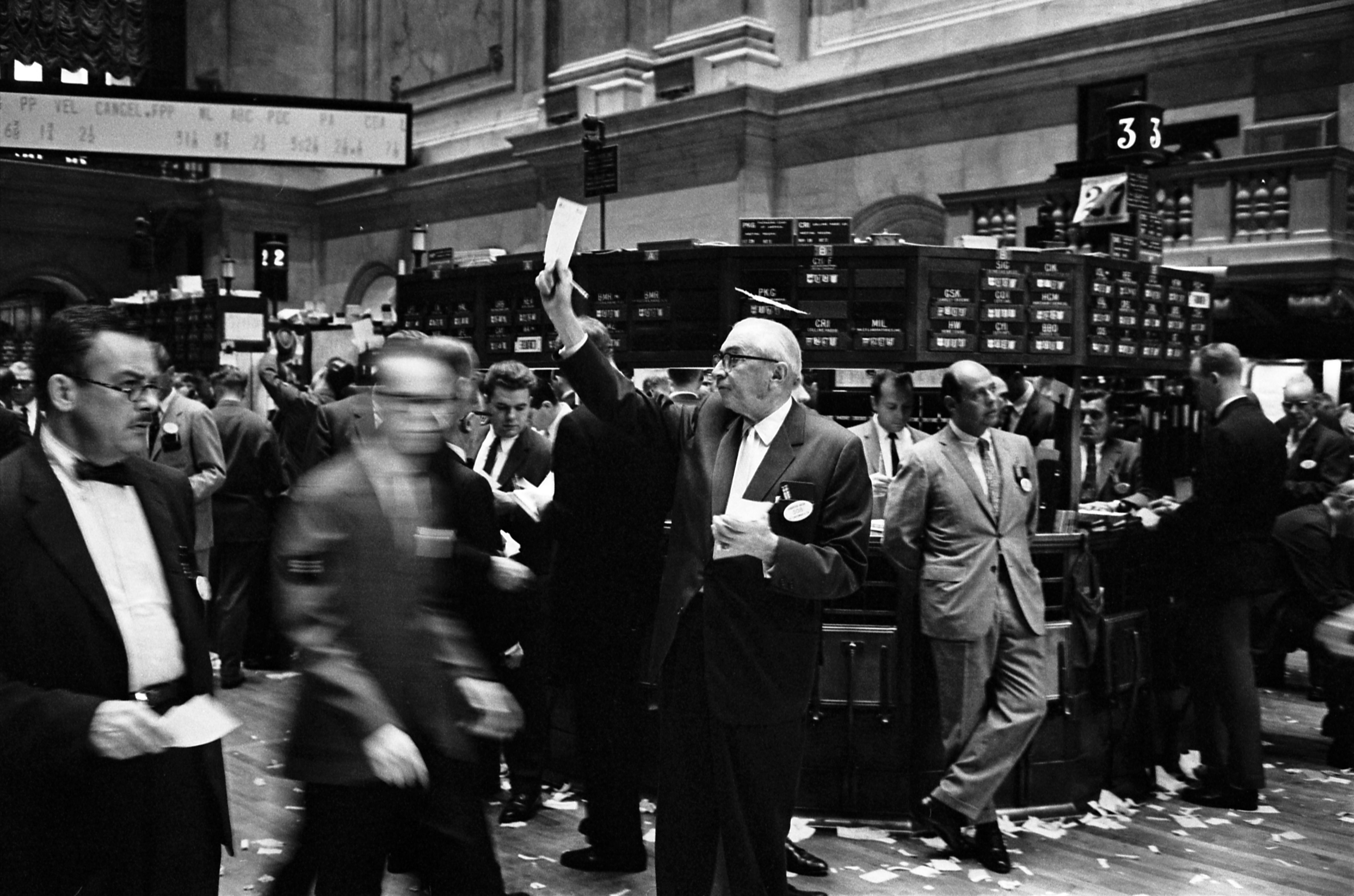
Sở Giao dịch trước khi giới thiệu về Hệ thống giao dịch điện tử

Vào ngày 1 tháng 10 năm 1934, sàn giao dịch này đã được đăng ký là một sàn giao dịch chứng khoán quốc gia với Ủy ban Chứng khoán và Giao dịch Hoa Kỳ, với một chủ tịch và một hội đồng ba mươi ba thành viên. Ngày 18 tháng 2 năm 1971, công ty phi lợi nhuận được thành lập, và số lượng thành viên hội đồng quản trị giảm xuống còn 25 người.
Một trong những pha nguy hiểm nổi tiếng trước công chúng của Abbie Hoffman diễn ra vào năm 1967, khi ông dẫn các thành viên của phong trào Yippie đến phòng trưng bày của Exchange. Những kẻ khiêu khích ném những nắm đấm đô la về phía sàn giao dịch bên dưới. Một số thương nhân la ó, và một số cười và vẫy tay chào. Ba tháng sau, sàn giao dịch chứng khoán đã bao bọc phòng trưng bày bằng kính chống đạn. Hoffman đã viết một thập kỷ sau đó, "Chúng tôi không gọi báo chí; vào thời điểm đó chúng tôi thực sự không có khái niệm về bất cứ điều gì được gọi là sự kiện truyền thông.
Vào ngày 19 tháng 10 năm 1987, chỉ số trung bình công nghiệp Dow Jones (DJIA) giảm 508 điểm, mất 22,6% chỉ trong một ngày, mức sụt giảm lớn thứ hai trong một ngày mà sàn giao dịch đã trải qua. Thứ Hai đen tối được theo sau bởi Thứ Ba Kinh khủng, một ngày mà hệ thống của Sở giao dịch hoạt động không tốt và một số người gặp khó khăn trong việc hoàn thành giao dịch của họ.
Sau đó, có một sự sụt giảm nghiêm trọng khác đối với chỉ số Dow vào ngày 13 tháng 10 năm 1989 - Vụ tai nạn nhỏ năm 1989. Vụ tai nạn này rõ ràng là do phản ứng trước một câu chuyện tin tức về một thỏa thuận mua lại bằng đòn bẩy trị giá 6,75 tỷ đô la cho UAL Corporation, công ty mẹ của United Airlines, đã bị hỏng. Khi thỏa thuận UAL được thông qua, nó đã kích hoạt sự sụp đổ của thị trường trái phiếu rác, khiến chỉ số Dow giảm 190,58 điểm, tương đương 6,91%.
Tương tự, có một sự hoảng loạn trong thế giới tài chính trong năm 1997, cuộc khủng hoảng tài chính châu Á. Giống như sự sụp đổ của nhiều thị trường nước ngoài, chỉ số Dow bị sụt giảm 7,18% về giá trị (554,26 điểm) vào ngày 27 tháng 10 năm 1997, sau đó được gọi là Vụ tai nạn nhỏ năm 1997 nhưng từ đó DJIA đã phục hồi nhanh chóng. Đây là lần đầu tiên quy tắc "ngắt mạch" hoạt động.

### Hiện nay
Vào ngày 26 tháng 1 năm 2000, một cuộc xung đột trong quá trình quay video âm nhạc cho "Sleep Now in the Fire" của Rage Against the Machine, do Michael Moore làm đạo diễn, đã khiến cửa của sàn giao dịch bị đóng lại và ban nhạc phải được hộ tống khỏi địa điểm. bằng bảo mật sau khi các thành viên cố gắng giành quyền tham gia giao
Hậu quả của vụ tấn công ngày 11 tháng 9, NYSE đã bị đóng cửa trong bốn phiên giao dịch, tiếp tục trở lại vào thứ Hai, ngày 17 tháng 9, một trong những lần hiếm hoi NYSE đóng cửa hơn một phiên và chỉ là lần thứ ba kể từ tháng 3 năm 1933. Trên ngày đầu tiên, sàn NYSE giảm 7,1% giá trị (684 điểm); sau một tuần, nó giảm 14% (1.370 điểm). Ước tính khoảng 1,4 nghìn tỷ đô la đã bị mất trong vòng năm ngày kể từ ngày giao dịch. NYSE chỉ cách Ground Zero 5 dãy nhà.
Vào ngày 6 tháng 5 năm 2010, Chỉ số Trung bình Công nghiệp Dow Jones đã công bố mức giảm tỷ lệ phần trăm trong ngày lớn nhất kể từ vụ sụp đổ vào ngày 19 tháng 10 năm 1987, với mức giảm 998 điểm sau đó được gọi là Sự cố Flash 2010 (vì sự sụt giảm xảy ra trong vài phút trước khi phục hồi). SEC và CFTC đã công bố một báo cáo về sự kiện này, mặc dù chưa đưa ra kết luận về nguyên nhân. Các nhà quản lý không tìm thấy bằng chứng nào cho thấy việc giảm giá là do sai lệnh ("ngón tay béo").
Vào ngày 29 tháng 10 năm 2012, sàn giao dịch chứng khoán đã đóng cửa trong hai ngày do cơn bão Sandy. Lần cuối cùng sàn giao dịch chứng khoán đóng cửa do thời tiết trong hai ngày là vào ngày 12 và 13 tháng 3 năm 1888.
Vào ngày 1 tháng 5 năm 2014, Sở đã bị Ủy ban Chứng khoán và Giao dịch Mỹ phạt 4,5 triệu đô la để giải quyết các cáo buộc vi phạm các quy tắc thị trường.
Vào ngày 14 tháng 8 năm 2014, cổ phiếu A Class của Berkshire Hathaway, cổ phiếu có giá cao nhất trên sàn NYSE, lần đầu tiên đạt 200.000 đô la một cổ phiếu.
Vào ngày 8 tháng 7 năm 2015, các vấn đề kỹ thuật đã ảnh hưởng đến sàn giao dịch chứng khoán, tạm dừng giao dịch lúc 11:32 theo giờ ET. NYSE trấn an các nhà giao dịch chứng khoán rằng việc ngừng hoạt động "không phải do vi phạm mạng", và Bộ An ninh Nội địa xác nhận rằng "không có dấu hiệu của hoạt động độc hại". Giao dịch cuối cùng đã tiếp tục vào lúc 15:10 cùng ngày.
Vào ngày 25 tháng 5 năm 2018, Stacey Cunningham, giám đốc điều hành của NYSE, trở thành chủ tịch thứ 67 của Big Board, kế nhiệm Thomas Farley. Bà là nữ lãnh đạo đầu tiên trong lịch sử 226 năm của sàn giao dịch.
Vào tháng 3 năm 2020, NYSE đã công bố kế hoạch tạm thời chuyển sang giao dịch toàn điện tử vào ngày 23 tháng 3 năm 2020, do đại dịch COVID-19 ở Thành phố New York diễn biến phức tạp. NYSE mở cửa trở lại vào ngày 26 tháng 5 năm 2020.

## Tòa nhà
Tòa nhà chính của Sở giao dịch chứng khoán New York, được xây dựng vào năm 1903, ở số 18 Phố Broad, giữa các góc của Phố Wall và Nơi giao dịch, và được thiết kế theo phong cách Beaux Arts bởi George B. Post. Cấu trúc liền kề tại số 11 Phố Wall, được hoàn thành vào năm 1922, được thiết kế theo phong cách tương tự bởi Trowbridge & Livingston. Cả hai tòa nhà đều được công nhận là Di tích Lịch sử Quốc gia vào năm 1978. 18 Broad Street cũng là một địa danh được chỉ định của Thành phố New York. 

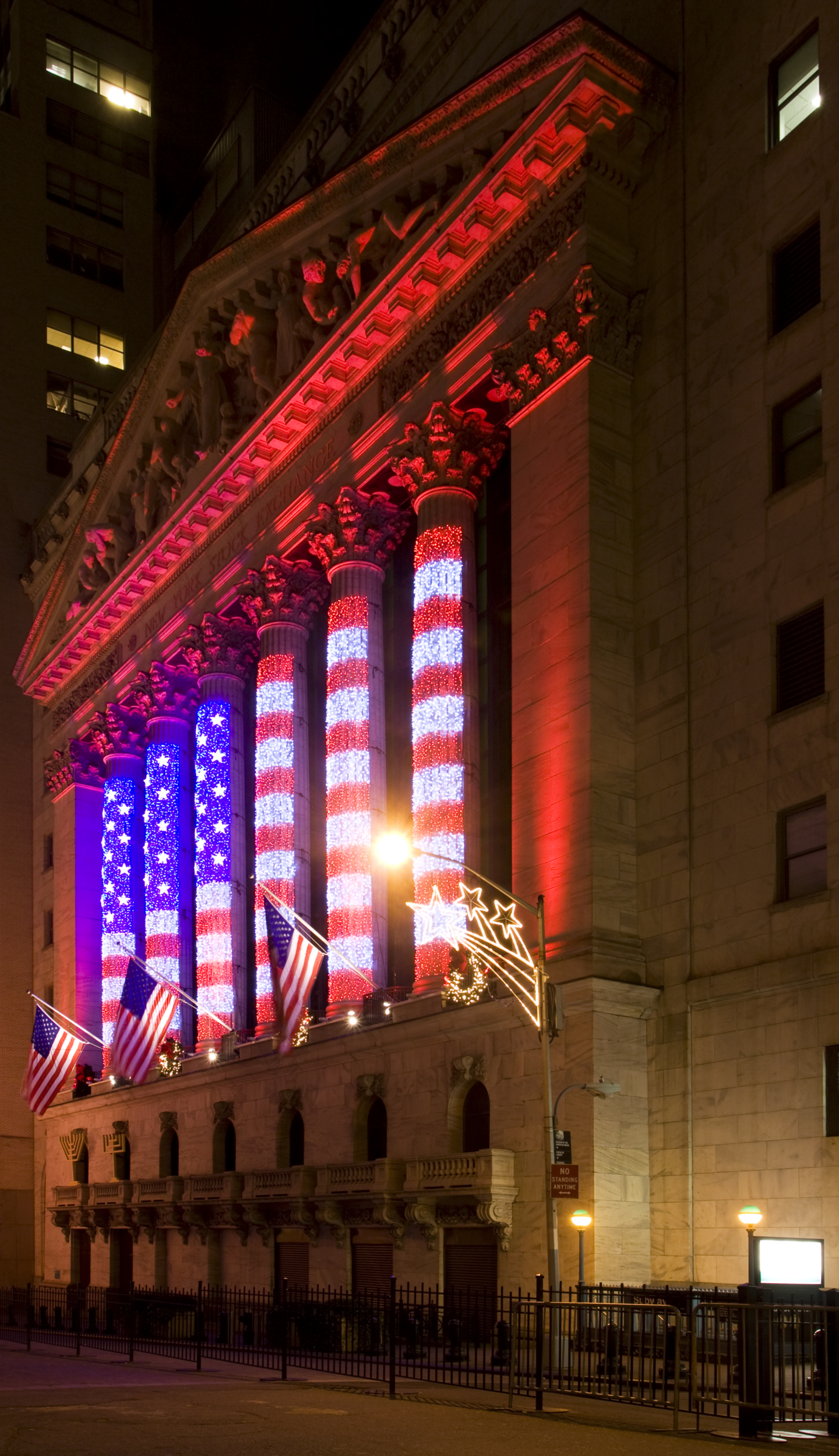
Tòa nhà NYSE trong đêm Giáng sinh, năm 2009

## Ngày lễ
Sở giao dịch chứng khoán New York đóng cửa vào Ngày đầu năm mới, Ngày Martin Luther King, Ngày Jr., Sinh nhật của Washington, Thứ Sáu Tuần thánh, Ngày Tưởng niệm, Ngày Độc lập, Ngày Lao động, Lễ Tạ ơn và Giáng sinh. Khi những ngày lễ đó diễn ra vào cuối tuần, thì ngày lễ được áp dụng vào ngày gần nhất trong tuần. Ngoài ra, Sở Giao dịch Chứng khoán đóng cửa sớm vào ngày trước Ngày Độc lập, một ngày sau Lễ Tạ ơn và Đêm Giáng sinh. NYSE trung bình có khoảng 253 ngày giao dịch mỗi năm.

## Giao dịch
Sở giao dịch chứng khoán New York (đôi khi được gọi là "The Big Board") cung cấp phương tiện để người mua và người bán giao dịch cổ phiếu của cổ phiếu trong các công ty đã đăng ký giao dịch công khai. NYSE mở cửa giao dịch từ thứ Hai đến thứ Sáu, từ 9:30 đến 16:00 chiều (theo giờ ET), ngoại trừ những ngày lễ do Sở giao dịch thông báo trước. Ngoài ra, Sở còn có một phiên giao dịch sau giờ từ 16:00 đến 20:00
NYSE giao dịch theo hình thức đấu giá liên tục, nơi các nhà giao dịch có thể thực hiện các giao dịch cổ phiếu thay mặt cho các nhà đầu tư. Họ sẽ tập hợp xung quanh bài đăng thích hợp, nơi một nhà môi giới chuyên gia, người được tuyển dụng bởi một công ty thành viên NYSE (nghĩa là anh ấy / cô ấy không phải là nhân viên của Sở giao dịch chứng khoán New York), hoạt động như một nhà đấu giá trong một môi trường đấu giá kịch liệt mở. để mang người mua và người bán lại với nhau và quản lý cuộc đấu giá thực tế. Đôi khi, họ làm (khoảng 10% thời gian) tạo điều kiện thuận lợi cho giao dịch bằng cách cam kết vốn của họ và tất nhiên là phổ biến thông tin cho đám đông để giúp gắn kết người mua và người bán với nhau. Quá trình đấu giá chuyển sang tự động hóa vào năm 1995 thông qua việc sử dụng máy tính cầm tay không dây (HHC). Hệ thống cho phép các nhà giao dịch nhận và thực hiện các lệnh điện tử thông qua đường truyền không dây. Vào ngày 25 tháng 9 năm 1995, thành viên NYSE, Michael Einersen, người đã thiết kế và phát triển hệ thống này, đã thực hiện 1000 cổ phiếu của IBM thông qua HHC này, kết thúc quá trình 203 năm giao dịch trên giấy tờ và mở ra kỷ nguyên giao dịch tự động.

### Điện tử
Kể từ ngày 24 tháng 1 năm 2007, tất cả các cổ phiếu NYSE đều có thể được giao dịch thông qua thị trường hỗn hợp điện tử của nó (ngoại trừ một nhóm nhỏ các cổ phiếu có giá rất cao). Giờ đây, khách hàng có thể gửi lệnh để thực hiện điện tử ngay lập tức hoặc chuyển lệnh đến sàn để giao dịch trong thị trường đấu giá. Trong ba tháng đầu năm 2007, hơn 82% tổng khối lượng đặt hàng đã được chuyển đến sàn điện tử. [43] NYSE làm việc với các cơ quan quản lý của Hoa Kỳ như SEC và CFTC để phối hợp các biện pháp quản lý rủi ro trong môi trường giao dịch điện tử thông qua việc thực hiện các cơ chế như bộ ngắt mạch và điểm bổ sung thanh khoản. [44]
Cho đến năm 2005, quyền trực tiếp giao dịch cổ phiếu trên sàn giao dịch đã được trao cho chủ sở hữu của 1.366 "chỗ ngồi". Thuật ngữ này xuất phát từ thực tế là cho đến những năm 1870 các thành viên NYSE ngồi trên ghế để giao dịch. Năm 1868, số lượng ghế được cố định là 533, và con số này đã được tăng lên nhiều lần trong những năm qua. Năm 1953, số ghế được ấn định là 1.366. Những chiếc ghế này là một mặt hàng được săn đón vì chúng mang lại khả năng giao dịch cổ phiếu trực tiếp trên NYSE và những người nắm giữ ghế thường được coi là thành viên của NYSE. Gia đình Barnes là dòng họ duy nhất được biết đến có năm thế hệ thành viên NYSE: Winthrop H. Barnes (kết nạp năm 1894), Richard W.P. Barnes (thừa nhận 1926), Richard S. Barnes (thừa nhận 1951), Robert H. Barnes (thừa nhận 1972), Derek J. Barnes (thừa nhận 2003). Giá ghế thay đổi nhiều trong những năm qua, thường giảm trong thời kỳ suy thoái và tăng trong thời kỳ mở rộng kinh tế. Chiếc ghế được điều chỉnh theo lạm phát đắt nhất đã được bán vào năm 1929 với giá 625.000 đô la, ngày nay con số này sẽ là hơn sáu triệu đô la. Trong thời gian gần đây, ghế đã được bán với giá cao tới 4 triệu đô la vào cuối những năm 1990 và thấp nhất là 1 triệu đô la vào năm 2001. Vào năm 2005, giá ghế đã tăng lên 3,25 triệu đô la khi sàn giao dịch ký kết thỏa thuận hợp nhất với Archipelago và trở thành vì lợi nhuận, công ty giao dịch công khai. Các chủ sở hữu chỗ ngồi đã nhận được 500.000 đô la tiền mặt cho mỗi chỗ ngồi và 77.000 cổ phiếu của công ty mới thành lập. NYSE hiện bán giấy phép một năm để giao dịch trực tiếp trên sàn giao dịch. Giấy phép giao dịch sàn có sẵn với giá 40.000 đô la và giấy phép giao dịch trái phiếu có sẵn với giá ít nhất là 1.000 đô la vào năm 2010. Không thể bán lại, nhưng có thể chuyển nhượng khi thay đổi quyền sở hữu của một công ty có giấy phép kinh doanh.
Sau sự cố thị trường Thứ Hai Đen năm 1987, NYSE đã áp dụng các biện pháp hạn chế giao dịch để giảm bớt sự biến động của thị trường và các đợt bán tháo hoảng loạn lớn. Sau khi thay đổi quy tắc năm 2011, vào đầu mỗi ngày giao dịch, NYSE đặt ba mức ngắt mạch ở các mức 7% (Mức 1), 13% (Mức 2) và 20% (Mức 3) của giá đóng cửa trung bình. của S&P 500 cho ngày giao dịch trước đó. Sự sụt giảm ở mức 1 và mức 2 dẫn đến việc tạm dừng giao dịch trong 15 phút trừ khi chúng xảy ra sau 3:25 chiều, khi không có lệnh tạm dừng giao dịch nào được áp dụng. Sự sụt giảm cấp độ 3 dẫn đến việc giao dịch bị tạm ngừng trong thời gian còn lại của ngày. (mức sụt giảm lớn nhất trong một ngày của S&P 500 kể từ năm 1987 là mức giảm 11,98% vào ngày 16 tháng 3 năm 2020)

### NYSE Composite
Vào giữa những năm 1960, Chỉ số tổng hợp NYSE (NYSE: NYA) được tạo ra, với giá trị cơ bản là 50 điểm bằng với mức đóng cửa hàng năm của năm 1965.  Điều này được thực hiện để phản ánh giá trị của tất cả các cổ phiếu giao dịch tại sàn giao dịch thay vì chỉ 30 cổ phiếu có trong Chỉ số Công nghiệp Dow Jones. Để nâng cao cấu hình của chỉ số tổng hợp, vào năm 2003, NYSE đã đặt giá trị cơ bản mới của nó là 5.000 điểm bằng với mức đóng cửa năm 2002. Mức đóng cửa của nó vào cuối năm 2013 là 10.400,32.

### Dòng thời gian
- Năm 1792, NYSE mua lại chứng khoán giao dịch đầu tiên của mình.
- Năm 1817, hiến pháp của Hội đồng Giao dịch và Chứng khoán New York được thông qua. Nó cũng đã được thành lập bởi các nhà môi giới ở New York như một tổ chức chính thức.
- Năm 1863, tên đổi thành Sở giao dịch chứng khoán New York.
- Năm 1865, Sở giao dịch vàng New York được NYSE mua lại.
- Năm 1867, mã chứng khoán lần đầu tiên được giới thiệu.
- Năm 1885, 400 thành viên NYSE trong Sở giao dịch chứng khoán hợp nhất rút khỏi Hợp nhất do bất đồng về các lĩnh vực thương mại trao đổi.
- Năm 1896, Chỉ số Trung bình Công nghiệp Dow Jones (DJIA) được xuất bản lần đầu tiên trên Tạp chí Phố Wall.
- Năm 1903, NYSE chuyển sang các khu mới tại 18 Broad Street.
- Năm 1906, DJIA cán mốc 100 điểm vào ngày 12 tháng 1.
- Năm 1907, Cơn hoảng loạn năm 1907.
- Năm 1909, giao dịch trái phiếu bắt đầu.
- Năm 1915, cơ sở báo giá và giao dịch cổ phiếu thay đổi từ phần trăm mệnh giá sang đô la.
- Năm 1920, một quả bom phát nổ trên Phố Wall bên ngoài tòa nhà NYSE. 38 người thiệt mạng và hàng trăm người bị thương.
- Năm 1923, Nhà xuất bản Poor's giới thiệu "Chỉ số tổng hợp" của họ, ngày nay được gọi là S&P 500, theo dõi một số lượng nhỏ các công ty trên NYSE.
- Năm 1929, hệ thống báo giá trung tâm được thành lập; thứ Năm Đen (24 tháng 10) và thứ Ba Đen (29 tháng 10) báo hiệu sự kết thúc của thị trường tăng giá Roaring Twenties.
- Năm 1938, NYSE đặt tên cho chủ tịch đầu tiên của mình.
- Năm 1943, sàn giao dịch được mở cho phụ nữ trong khi nam giới phục vụ trong Thế chiến thứ hai.
- Năm 1949, thị trường tăng giá dài thứ ba (tám năm) bắt đầu.
- Năm 1954, DJIA vượt qua mức cao nhất năm 1929 tính theo đô la được điều chỉnh theo lạm phát.
- Năm 1956, DJIA đóng cửa trên 500 lần đầu tiên vào ngày 12 tháng 3.
- Năm 1957, sau khi Poor's Publishing hợp nhất với Cục Thống kê Tiêu chuẩn, chỉ số tổng hợp Standard & Poors đã phát triển theo dõi 500 công ty trên NYSE, được gọi là S&P 500.
- Năm 1966, NYSE bắt đầu lập chỉ số tổng hợp của tất cả các cổ phiếu phổ thông được niêm yết. Đây được gọi là "Chỉ số cổ phiếu phổ thông" và được truyền tải hàng ngày. Điểm khởi đầu của chỉ số là 50. Sau đó nó được đổi tên thành Chỉ số tổng hợp NYSE.
- Năm 1967, Muriel Siebert trở thành thành viên nữ đầu tiên của Sở giao dịch chứng khoán New York.
- Năm 1967, những người biểu tình do Abbie Hoffman lãnh đạo đã ném hầu hết các tờ đô la giả vào các thương nhân từ phòng trưng bày, dẫn đến việc lắp kính chống đạn.
- Năm 1970, Công ty Cổ phần Bảo vệ Nhà đầu tư Chứng khoán được thành lập.
- Năm 1971, NYSE thành lập và được công nhận là tổ chức Phi lợi nhuận.
- Năm 1971, NASDAQ được thành lập và cạnh tranh với NYSE với tư cách là thị trường chứng khoán điện tử đầu tiên trên thế giới. Cho đến nay, NASDAQ là sàn giao dịch lớn thứ hai trên thế giới tính theo vốn hóa thị trường, chỉ sau NYSE.
- Năm 1972, DJIA đóng cửa trên 1.000 lần đầu tiên vào ngày 14 tháng 11.
- Năm 1977, các nhà môi giới nước ngoài được nhận vào NYSE.
- Năm 1980, Sở giao dịch hàng hóa kỳ hạn New York được thành lập.
- Vào năm 1987, Thứ Hai Đen, ngày 19 tháng 10, chứng kiến sự sụt giảm tỷ lệ phần trăm DJIA trong một ngày lớn thứ hai (22,6%, hay 508 điểm) trong lịch sử.
- Năm 1987, tư cách thành viên của NYSE đạt mức giá kỷ lục 1,5 triệu đô la.
- Năm 1989, vào ngày 14 tháng 9, bảy thành viên của ACT-UP, Liên minh AIDS để giải phóng sức mạnh, đã bước vào NYSE và phản đối bằng cách xích mình ra ban công nhìn ra sàn giao dịch và treo một biểu ngữ, "BÁN CHÀO MỪNG", liên quan đến ma túy nhà sản xuất Burroughs Wellcome. Sau cuộc biểu tình, Burroughs Wellcome đã giảm giá AZT (một loại thuốc được sử dụng bởi những người nhiễm HIV và AIDS) hơn 30%.
- Vào năm 1990, thị trường tăng giá dài nhất (10 năm) bắt đầu.
- Năm 1991 và 1995, DJIA vượt 3.000 và 5.000 điểm
- Năm 1996, mã thời gian thực được giới thiệu.
- Vào năm 1997, vào ngày 27 tháng 10, một đợt bán tháo trên thị trường chứng khoán Châu Á cũng làm ảnh hưởng đến thị trường Hoa Kỳ; DJIA chứng kiến mức giảm điểm trong một ngày lớn nhất là 554 (hay 7,18%) trong lịch sử.
- Năm 1999, DJIA lập đỉnh 10.000 vào ngày 29 tháng 3.
- Năm 2000, DJIA đạt đỉnh 11.722,98 vào ngày 14 tháng 1; chỉ số toàn cầu NYSE đầu tiên được đưa ra với mã NYIID.
- Năm 2001, giao dịch bằng phân số (n⁄16) kết thúc, được thay thế bằng số thập phân (gia số 0,01 đô la, xem Phần thập phân); Các cuộc tấn công ngày 11 tháng 9 xảy ra khiến NYSE phải đóng cửa trong bốn phiên.
- Năm 2003, Chỉ số tổng hợp NYSE khởi chạy lại và giá trị đặt bằng 5.000 điểm.
- Năm 2006, NYSE và ArcaEx hợp nhất, tạo ra NYSE Arca và thành lập NYSE Group, Inc vì lợi nhuận, thuộc sở hữu công cộng; đến lượt mình, Tập đoàn NYSE hợp nhất với Euronext, tạo ra tập đoàn giao dịch chứng khoán xuyên Đại Tây Dương đầu tiên; DJIA đứng đầu 12.000 vào ngày 19 tháng 10.
- Năm 2007, Tổng thống Hoa Kỳ George W. Bush xuất hiện không báo trước với Sàn khoảng một giờ rưỡi trước khi có quyết định về lãi suất của Ủy ban Thị trường Mở Liên bang vào ngày 31 tháng 1, NYSE thông báo sáp nhập với Sở Giao dịch Chứng khoán Hoa Kỳ và NYSE Composite đóng cửa trên 10.000 vào ngày 1 tháng 6, DJIA vượt 14.000 vào ngày 19 tháng 7 và đóng cửa ở mức cao nhất là 14.164,53 vào ngày 9 tháng 10.
- Năm 2008, DJIA mất hơn 500 điểm vào ngày 15 tháng 9 do lo ngại về sự thất bại của ngân hàng, dẫn đến lệnh cấm vĩnh viễn đối với các giao dịch ngắn hạn trần trụi bán và lệnh cấm tạm thời trong ba tuần đối với tất cả việc bán khống cổ phiếu tài chính; Mặc dù vậy, sự biến động kỷ lục vẫn tiếp tục trong hai tháng tới, đạt đỉnh điểm ở mức thấp nhất thị trường 5 + 1⁄2 năm.
- Trong năm 2009, thị trường tăng giá dài thứ hai và hiện tại bắt đầu vào ngày 9 tháng 3 sau khi DJIA đóng cửa ở mức 6.547,05, đạt mức thấp nhất trong 12 năm; DJIA trở lại 10.015,86 vào ngày 14 tháng 10.
- Năm 2013, DJIA đóng cửa trên mức cao nhất năm 2007 vào ngày 5 tháng 3; DJIA đóng cửa trên 16.500 vào cuối năm.
- Năm 2014, DJIA đóng cửa trên 17.000 vào ngày 3 tháng 7 và trên 18.000 vào ngày 23 tháng 12.
- Năm 2015, DJIA đã đạt được mức cao nhất mọi thời đại là 18.351,36 vào ngày 19 tháng 5, nhưng sau đó, DJIA đã giảm hơn 1.000 điểm xuống 15.370,33 ngay sau khi mở cửa vào ngày 24 tháng 8, trước khi tăng vọt trở lại và đóng cửa ở mức 15.795,72, giảm hơn 669 điểm.
- Năm 2016, DJIA đạt mức cao nhất mọi thời đại là 18.873,6.
- Năm 2017, DJIA đạt 20.000 điểm lần đầu tiên (vào ngày 25 tháng 1).
- Năm 2018, DJIA đạt 25.000 lần đầu tiên (vào ngày 4 tháng 1). Vào ngày 5 tháng 2, DJIA giảm 1.175 điểm, trở thành mức giảm điểm lớn nhất trong lịch sử.
- Năm 2020, NYSE tạm thời chuyển sang giao dịch điện tử do đại dịch COVID-19.
- Năm 2021, DJIA thiết lập kỷ lục mới, 36.675,86 điểm vào lúc 21:38 (giờ Việt Nam).
- Đầu năm 2022, DJIA lại thiết lập kỷ lục mới: 36,981.22 điểm vào phiên giao dịch ngày 4-1 lúc 21:37 (giờ Việt Nam)

## Sáp nhập, mua lại và kiểm soát
Vào tháng 10 năm 2008, NYSE Euronext đã hoàn tất việc mua lại Sở giao dịch chứng khoán Mỹ (AMEX) với giá 260 triệu đô la Mỹ.
Vào ngày 15 tháng 2 năm 2011, NYSE và Deutsche Börse tuyên bố hợp nhất để thành lập một công ty mới, chưa được đặt tên, trong đó các cổ đông của Deutsche Börse sẽ có 60% quyền sở hữu đối với thực thể mới và các cổ đông của NYSE Euronext sẽ có 40%.
Vào ngày 1 tháng 2 năm 2012, Ủy ban Châu Âu đã chặn việc sáp nhập NYSE với Deutsche Börse, sau khi ủy viên Joaquín Almunia tuyên bố rằng việc sáp nhập "sẽ dẫn đến sự độc quyền gần như gần như độc quyền trong các công cụ phái sinh tài chính của Châu Âu trên toàn thế giới". Thay vào đó, Deutsche Börse và NYSE sẽ phải bán các cổ phiếu phái sinh Eurex hoặc LIFFE của họ để không tạo ra độc quyền. Vào ngày 2 tháng 2 năm 2012, NYSE Euronext và Deutsche Börse đồng ý hủy bỏ việc sáp nhập.
Vào tháng 4 năm 2011, Intercontinental Exchange (ICE), một sàn giao dịch tương lai của Mỹ và Tập đoàn NASDAQ OMX đã cùng nhau đưa ra một đề xuất không mong muốn là mua NYSE Euronext với giá khoảng 11 tỷ USD, một thỏa thuận mà NASDAQ sẽ nắm quyền kiểm soát các sàn giao dịch chứng khoán. NYSE Euronext đã từ chối đề nghị này hai lần, nhưng cuối cùng nó đã bị chấm dứt sau khi Bộ Tư pháp Hoa Kỳ cho biết ý định ngăn chặn thỏa thuận do lo ngại về chống độc quyền.
Vào tháng 12 năm 2012, ICE đã đề xuất mua NYSE Euronext trong một giao dịch hoán đổi cổ phiếu với mức định giá 8 tỷ đô la. Các cổ đông của NYSE Euronext sẽ nhận được 33,12 đô la tiền mặt hoặc 11,27 đô la tiền mặt và xấp xỉ 1/6 cổ phiếu của ICE. Jeffrey Sprecher, chủ tịch và giám đốc điều hành của ICE, sẽ giữ lại các vị trí đó, nhưng bốn thành viên của hội đồng quản trị NYSE sẽ được thêm vào hội đồng quản trị của ICE.

## Chuông 'mở và đóng phiên'

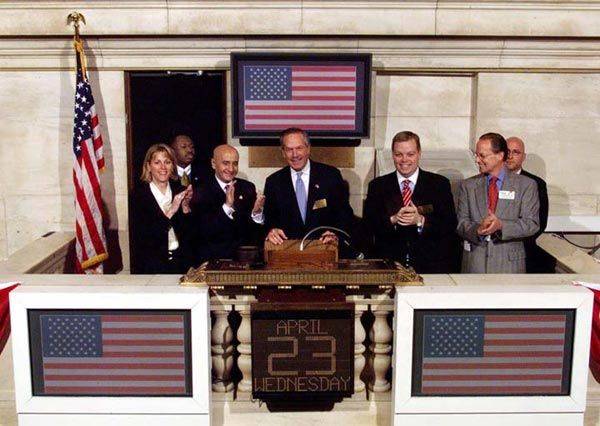
Bộ trưởng Thương mại Hoa Kỳ Donald L. Evans rung chuông khai mạc tại NYSE vào ngày 23 tháng 4 năm 2003. Cựu chủ tịch Richard Grasso cũng có mặt trong bức ảnh này.

Chuông mở và đóng cửa của NYSE đánh dấu sự bắt đầu và kết thúc của mỗi ngày giao dịch. Chuông mở cửa được rung vào lúc 9:30 sáng theo giờ ET để đánh dấu thời điểm bắt đầu phiên giao dịch trong ngày. Vào lúc 4 giờ chiều theo giờ ET, chuông đóng cửa sẽ rung lên và giao dịch trong ngày dừng lại. Có những chiếc chuông nằm ở mỗi phần trong số bốn phần chính của NYSE, tất cả đều kêu cùng một lúc sau khi nhấn một nút. Có ba nút điều khiển chuông, nằm trên bảng điều khiển phía sau bục nhìn ra sàn giao dịch. Chuông chính, được rung vào đầu và cuối ngày giao dịch, được điều khiển bằng một nút màu xanh lá cây. Nút thứ hai, có màu cam, kích hoạt chuông một lần được sử dụng để báo hiệu thời điểm im lặng. Nút thứ ba, màu đỏ điều khiển chuông dự phòng được sử dụng trong trường hợp chuông chính không kêu.

### Lịch sử
Tín hiệu bắt đầu và ngừng giao dịch không phải lúc nào cũng là tiếng chuông. Tín hiệu ban đầu là một chiếc gông (vẫn còn được sử dụng cho đến ngày nay cùng với chuông), nhưng vào cuối những năm 1800, NYSE đã quyết định chuyển chiếc gông cho một chiếc cồng để báo hiệu ngày bắt đầu và kết thúc. Sau khi NYSE đổi đến địa điểm hiện tại tại 18 Broad Street vào năm 1903, chiếc cồng được chuyển sang dạng chuông hiện đang được sử dụng.
Hình ảnh phổ biến ngày nay là các sự kiện được công bố rộng rãi, trong đó một người nổi tiếng hoặc giám đốc điều hành từ một tập đoàn đứng sau bục NYSE và nhấn nút báo hiệu chuông reo. Do mức độ phủ sóng mà chuông khai mạc / kết thúc nhận được, nhiều công ty phối hợp giới thiệu sản phẩm mới và các sự kiện liên quan đến tiếp thị khác để bắt đầu cùng ngày khi đại diện của công ty rung chuông. Chỉ đến năm 1995, NYSE mới bắt đầu có những vị khách đặc biệt rung chuông thường xuyên; trước đó, việc rung chuông thường là trách nhiệm của những người quản lý sàn của sàn giao dịch. 

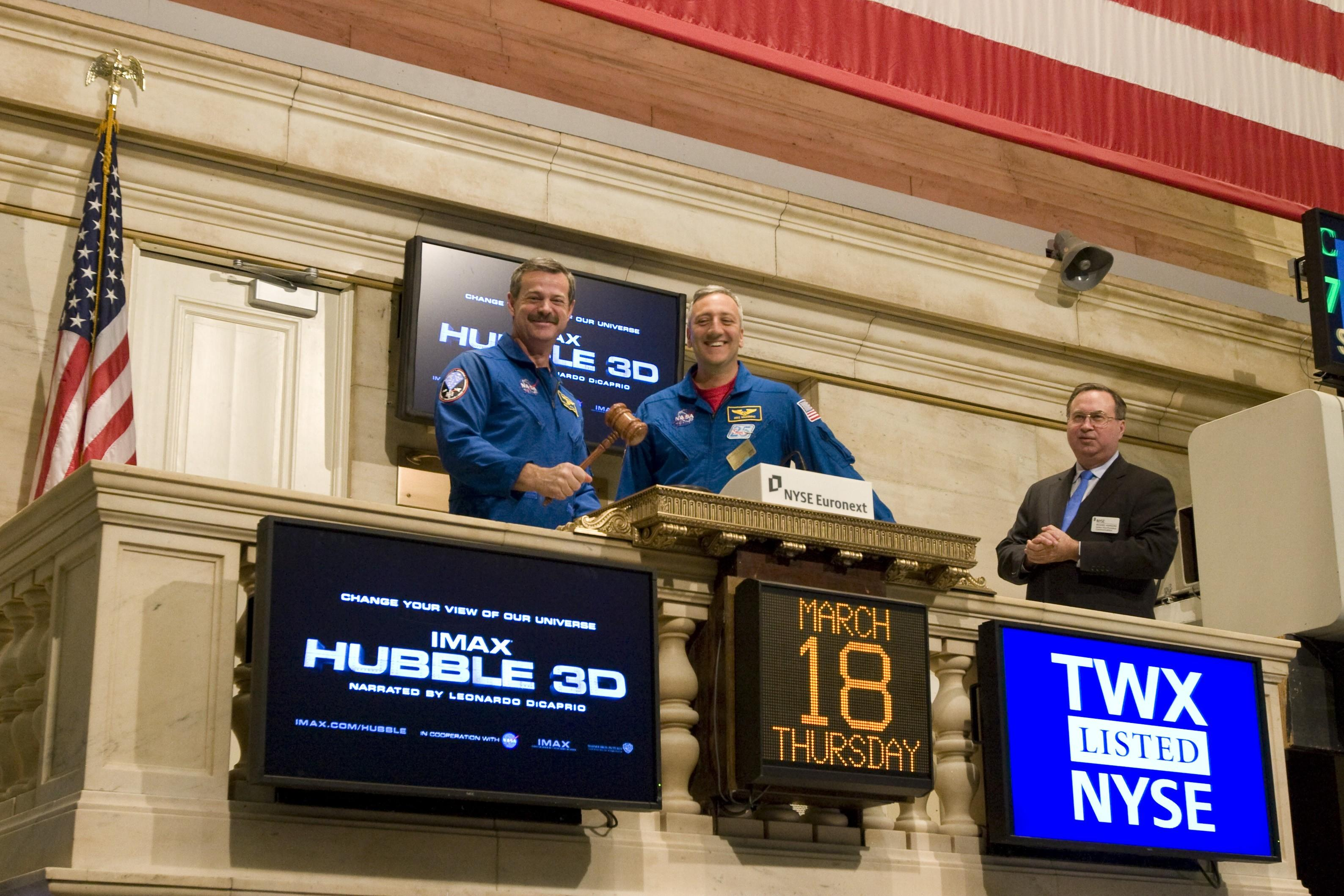
2 phi hành gia NASA Scott Altman và Mike Massimino rung 'hồi chuông kết phiên'

### Những 'nhân tài bấm chuông'
Nhiều người rung chuông là giám đốc điều hành doanh nghiệp có công ty giao dịch trên sàn giao dịch. Tuy nhiên, cũng đã có rất nhiều người nổi tiếng từ bên ngoài thế giới kinh doanh rung chuông. Các vận động viên như Joe DiMaggio của New York Yankees và nhà vô địch bơi lội Olympic Michael Phelps, các nghệ sĩ giải trí như rapper Snoop Dogg, thành viên của phi hành đoàn College GameDay của ESPN, ca sĩ và diễn viên Liza Minnelli và các thành viên của ban nhạc Kiss, và các chính trị gia như Thị trưởng Thành phố New York Rudy Giuliani và Tổng thống Nam Phi Nelson Mandela đều có vinh dự rung chuông. Hai Tổng thư ký Liên hợp quốc cũng đã rung chuông. Ngày 27 tháng 4 năm 2006, Tổng thư ký Kofi Annan đã rung chuông khai mạc để khởi động các Nguyên tắc của Liên hợp quốc về Đầu tư có trách nhiệm. Vào ngày 24 tháng 7 năm 2013, Tổng Thư ký Ban Ki-moon đã rung chuông bế mạc để chào mừng NYSE gia nhập Sáng kiến Giao dịch Chứng khoán Bền vững của Liên hợp quốc.
Ngoài ra, đã có nhiều người rung chuông nổi tiếng về những hành động anh hùng, chẳng hạn như thành viên của Sở Cảnh sát New York và Sở Cứu hỏa sau sự kiện 11/9, thành viên của Lực lượng vũ trang Hoa Kỳ phục vụ ở nước ngoài, và những người tham gia khác nhau các tổ chức từ thiện.
Cũng có một số nhân vật hư cấu đã rung chuông, bao gồm Chuột Mickey, Pink Panther, Mr. Potato Head, Vịt Aflac, Gene of The Emoji Movie, và Darth Vader.

## Thời khóa giao dịch
Sở giao dịch chứng khoán New York có thời khóa giao dịch từ thứ Hai đến thứ Sáu (trừ thứ 7 và Chủ Nhật và ngày lễ). Cụ thể như sau:
- Trước giờ giao dịch: từ 2:00 đến gần 9:30
- Phiên giao dịch sáng: từ 9:30 đến 12:00
- Phiên giữa giờ từ 12:00 đến 13:00
- Phiên chiều: từ 13:00 đến 16:00
- Sau giờ: từ 16:00 đến 17:05 hoặc gần 17:00 (đối với DJIA), từ 16:00 đến 20:00 (đối với cổ phiếu)

Tuy vậy, vào những ngày lễ, giờ giao dịch có thể thay đổi, có thể như sau:
- Trước giờ giao dịch: từ 2:00 đến 9:25, sau đó là phiên rung chuông khai mạc kéo dài 5 phút từ 9:25 đến 9:30
- Phiên giao dịch sáng: từ 9:30 đến 12:00
- Phiên giữa giờ: từ 12:00 đến 13:00
- Sau giờ: từ 13:00 đến gần 17:00

1. ↑  "History of the New York Stock Exchange". Library of Congress. Lưu trữ bản gốc ngày 4 tháng 4 năm 2016. Truy cập ngày 28 tháng 3 năm 2016.
2. ↑  "NYSE Q1 2016 Investor Presentation" (PDF). Bản gốc (PDF) lưu trữ ngày 7 tháng 10 năm 2016. Truy cập ngày 1 tháng 8 năm 2016.
3. ↑  "New York Stock Exchange (NYSE) | TradingHours.com". www.tradinghours.com. Truy cập ngày 13 tháng 4 năm 2021.